# Medalla Derek de Solla Price
La Medalla Derek de Solla Price es un galardón que entrega la Sociedad Internacional para Informetría y Cienciometría (ISSI) a un investigador en el campo de la bibliometría, informetría, cienciometría, cibermetría y altmetría. 
Fue ideado por Tibor Braun, fundador y director de la revista científica Scientometrics. El premio lleva el nombre de Derek John de Solla Price, documentalista científico que empleó técnicas métricas para analizar la comunicación científica.
Fue entregado por primera vez en 1984, siendo el primer galardonado Eugene Garfield. Desde 1984 hasta 1989, su concesión era anual; no volvió a celebrarse hasta 1993, entregándose el galardón cada dos años.

## Premiados
| Año  | País                                                                          | Nombres                                   |
| ---- | ----------------------------------------------------------------------------- | ----------------------------------------- |
| 1984 | Bandera de Estados Unidos                                                     | Eugene Garfield                           |
| 1985 | Bandera de Estados Unidos                                                     | Michael J. Moravcsik                      |
| 1986 | Bandera de Hungría                                                            | Tibor Braun                               |
| 1987 | Bandera de la Unión Soviética · Bandera de Estados Unidos                     | Vasily Nalímov Henry Small                |
| 1988 | Bandera de Estados Unidos                                                     | Francis Narin                             |
| 1989 | Bandera del Reino Unido · Bandera de Checoslovaquia                           | Bertram C. Brookes Jan Vlachy             |
| 1993 | Bandera de Hungría                                                            | András Schubert                           |
| 1995 | Bandera de los Países Bajos · Bandera de Estados Unidos                       | Anthony F. J. Van Raan Robert King Merton |
| 1997 | Bandera del Reino Unido · Bandera del Reino Unido · Bandera de Estados Unidos | John Irvine Ben Martin Belver C. Griffith |
| 1999 | /                                                                             | Wolfgang Glänzel Henk F. Moed             |
| 2001 | Bandera de Bélgica · Bandera de Bélgica                                       | Ronald Rousseau Leo Egghe                 |
| 2003 | Bandera de los Países Bajos                                                   | Loet Leydesdorff                          |
| 2005 | Bandera de Dinamarca · Bandera de Estados Unidos                              | Peter Ingwersen Howard White              |
| 2007 | Bandera de Estados Unidos                                                     | Katherine W. McCain                       |
| 2009 | Bandera de Hungría · Bandera de Francia                                       | Péter Vinkler Michel Zitt                 |
| 2011 | Bandera de Suecia                                                             | Olle Persson                              |
| 2013 | Bandera de Irlanda                                                            | Blaise Cronin                             |
| 2015 | Bandera del Reino Unido                                                       | Mike Thelwall                             |
| 2017 | Bandera de Israel                                                             | Judit Bar-Ilan                            |
| 2019 | Bandera de Alemania                                                           | Lutz Bornmann                             |
| 2021 | Bandera de los Países Bajos                                                   | Ludo Waltman                              |
| 2023 | Bandera de Estados Unidos · Bandera de Estados Unidos                         | Richard Klavans Kevin Boyack              |
| 2025 | Bandera de Noruega                                                            | Gunnar Sivertsen                          |